# La Jarne
 La Jarne  es una población y comuna francesa, situada en la región de Poitou-Charentes, departamento de Charente Marítimo, en el distrito de La Rochelle. Es el chef-lieu del cantón de su nombre.

## Demografía
| 544                       | 511 | 551 | 657 | 645 | 652 | 653 | 693 | 659 | 697 | 656 | 646 | 592 | 564 | 594 | 523 | 523 | 499 | 451 | 470 | 456 | 473 | 463 | 479 | 456 | 536 | 605 | 579 | 679 | 973 | 1 557 | 1 633 | 2 054 | 2 236 | 2 211 |
| (Fuente: Cassini e INSEE) |     |     |     |     |     |     |     |     |     |     |     |     |     |     |     |     |     |     |     |     |     |     |     |     |     |     |     |     |     |       |       |       |       |       |